# 休里夫齊 (海辛區)
48°48′52″N 29°9′13″E / 48.81444°N 29.15361°E
休里夫齊（烏克蘭語：Щурівці），是烏克蘭的村落，位於該國西南部文尼察州，由海辛區負責管轄，始建於1600年，面積4.1平方公里，海拔高度179米，2001年人口399，人口密度每平方公里97.36人。